# Calle de la Paloma (Burgos)

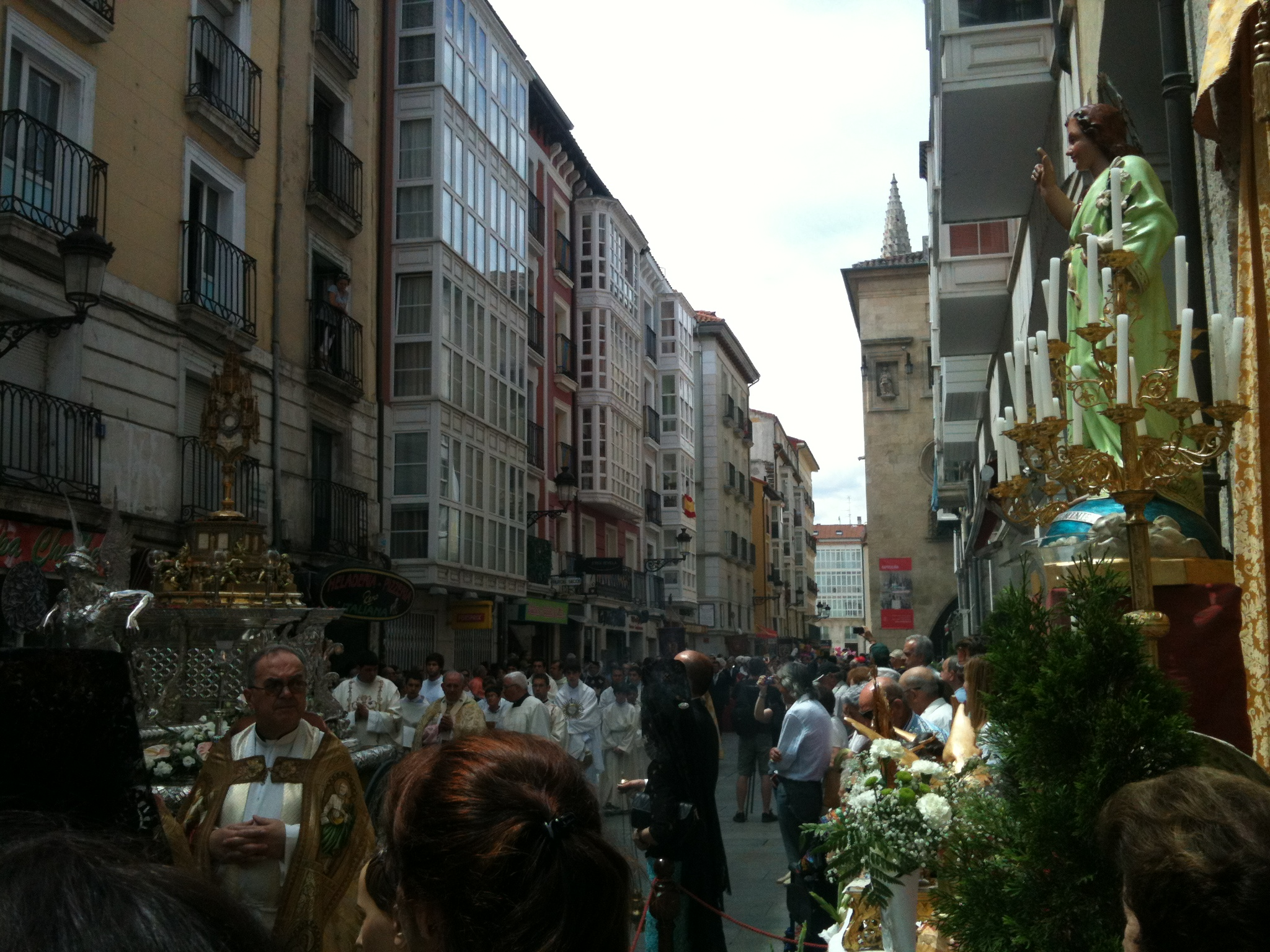
La calle de la Paloma de Burgos durante la fiesta del Corpus Christi de 2014. En la fotografía se puede ver a la derecha el altar del Niño Jesús de la Paloma, que se instala exclusivamente para la procesión de este día. La Virgen que da nombre a la calle está situada en una hornacina del muro de piedra, al fondo de la imagen.

La calle de la Paloma es una vía peatonal de la ciudad de Burgos (España). Está situada en el centro de la capital y nace en un costado de la catedral, junto a la panda meridional del claustro. Antiguamente recibió los nombres de calle de la Cerrajería y de calle de La Espadería por los talleres de los herreros que había en la calle, por la que también discurría una esgueva. Su nombre actual procede de una imagen de piedra la Virgen de la Paloma que está situada en el exterior de la catedral.
Tiene muchos establecimientos y negocios de restauración, hostelería y comercios.